# Edison (Géorgie)
Pour les articles homonymes, voir Edison.
Edison est une ville américaine située dans le Comté de Calhoun, en Géorgie. Selon le recensement de 2020, sa population est de 1 230 habitants.